# Rhyothemis phyllis
Rhyothemis phyllis – gatunek ważki z rodziny ważkowatych (Libellulidae). Występuje w Azji Południowo-Wschodniej, południowych Chinach, na Tajwanie, Nowej Gwinei, w Australii, na Nowej Kaledonii i innych wyspach Oceanii.